# 復興里 (中壢區)
復興里為一個位於台灣桃園市中壢區內壢地區的里，1977年5月從中原里中分割出來，後又於1988年9月調整為中原里與文化里，最後於1998年2月從中原里中分割出來至今。西邊為永福里、北邊為文化里、東邊由北至南分別為和平里、忠孝里、中原里、南接復華里，2022年3月又分割並新增興華里。。